# بيغل أرديل
 بيغل أرديل (بالإنجليزية: Beagle Airedale)‏ هي طائرة خفيفة مدنية، بأربعة مقاعد. أنتجت في بريطانيا. من صناعة بيغل للطائرات. كان أول طيران لها في 1961. صنع منها 43 طائرة.